# IC 5107
IC 5107 је спирална галаксија у сазвјежђу Паун која се налази на листи објеката дубоког неба у Индекс каталогу.
Деклинација објекта је - 65° 44' 7" а ректасцензија 21h 28m 14,8s. Привидна величина (магнитуда) објекта IC 5107 износи 14,4 а фотографска магнитуда 15,2. IC 5107 је још познат и под ознакама ESO 107-29, PGC 66813.